# La Crescenta-Montrose
La Crescenta-Montrose är en ort (CDP) i Los Angeles County, i delstaten Kalifornien, USA. Enligt United States Census Bureau har orten en folkmängd på 19 653 invånare (2010) och en landarea på 8,9 km².